# Johann Karl Simon Morgenstern
Johann Karl Simon Morgenstern (né à Magdebourg le 28 août 1770 et mort le 3 septembre 1852 à Dorpat) est un philologue allemand. Le terme Bildungsroman (roman d'apprentissage) lui est dû.

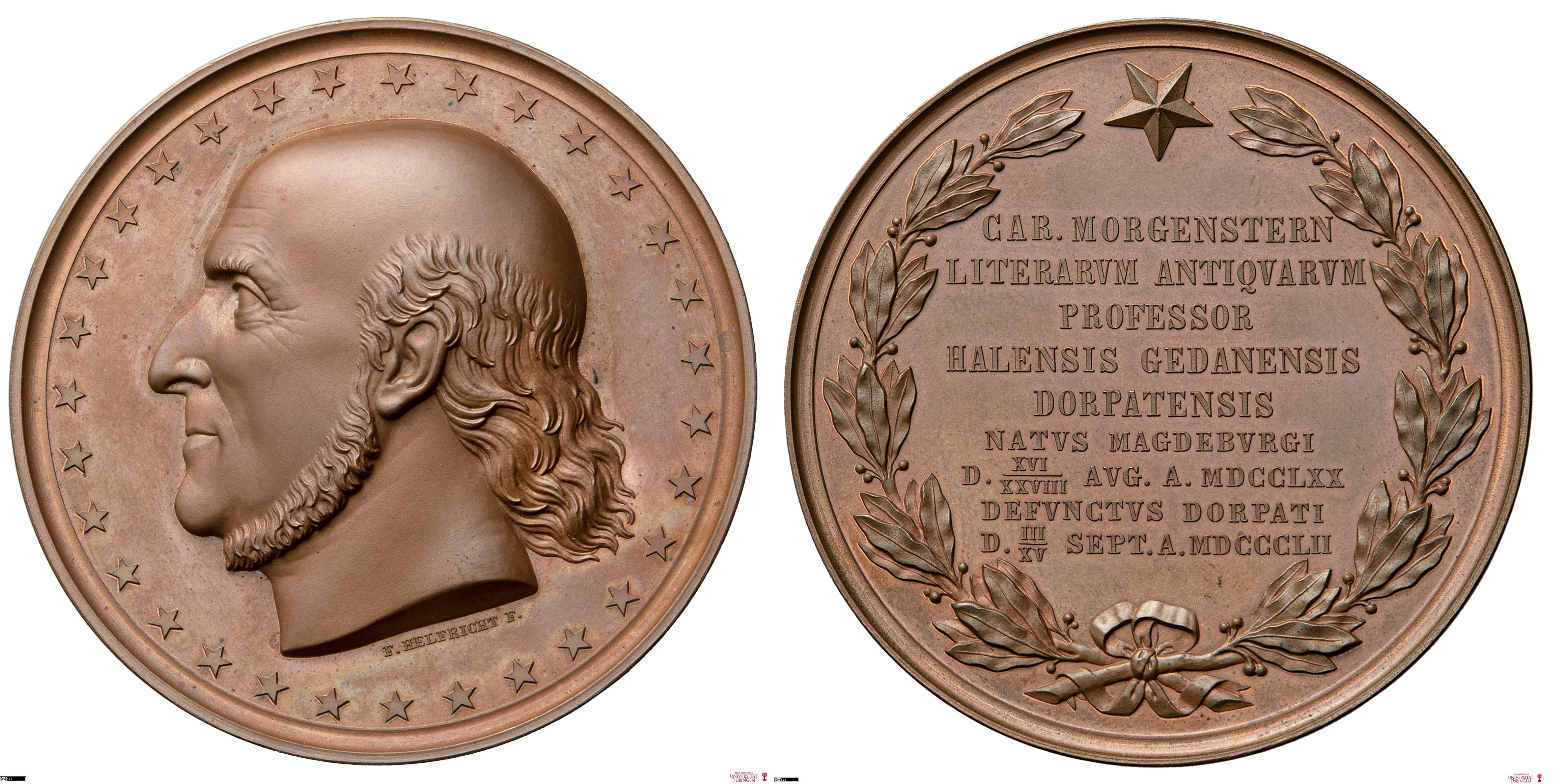
Médaille Karl Simon Morgenstern 1856

## Biographie
À partir de 1788 il étudia à l'université de Halle, il suivit les cours de philosophie de Johann Augustus Eberhard et entra au séminaire de Philologie de Friedrich August Wolf. En mai 1794 il fut reçu docteur et en 1797 profesesseur extraordinaire de philosophie. En 1798 il fut désigné professeur d'éloquence et de poésie à Dantzig.
En 1802, il se rendit en Livonie à l'Université de Tartu lorsque celle-ci fut refondée. Il y fut actif jusqu'en 1832 en tant que professeur d'esthétique, d'éloquence et de philologie classique. Parallèlement il fut jusqu'en 1839 le directeur de la bibliothèque de l'université pour laquelle il fit aménager des espaces dans les ruines de la cathédrale. À sa mort il fit don à l'université de son impressionnante bibliothèque privée (12000 volumes) laquelle est aujourd'hui conservée au Musée de l'Université de Tartu dans le salon qui porte son nom. Il exerça également la fonction de premier conservateur du Musée d'art de l'Université de Tartu de sa fondation, en 1806, à sa mort. Il y a une médaille pour Morgenstern.
En Livonie, il changea l'objet de son travail. Il ne poursuivit pas ses études de Platon pourtant estimées par ses contemporains et se consacra à un travail d'écriture sur la littérature, les beaux-arts, la philologie et la philosophie.

## Œuvres
- De Platonis Republica commentationes tres (1794)
- Auszüge aus den Tagebüchern und Papieren eines Reisenden (1811–1813)
- Über den Geist und Zusammenhang einer Reihe philosophischer Romane (1817)
- Über das Wesen des Bildungsromans (1820)
- Zur Geschichte des Bildungsromans (1824)